# Li Aiyue
Li Aiyue –en xinès, 李愛月– (15 d'agost de 1970) és una esportista xinesa que va competir en judo.
Va guanyar dues medalles de plata al Campionat Mundial de Judo els anys 1993 i 1995, i dues medalles d'or al Campionat Asiàtic de Judo els anys 1985 i 1988. Als Jocs Asiàtics va aconseguir dues medalles de plata els anys 1990 i 1994.

## Palmarès internacional
| Campionat Mundial | Campionat Mundial         | Campionat Mundial | Campionat Mundial |
| Any               | Lloc                      | Medalla           | Categoria         |
| ----------------- | ------------------------- | ----------------- | ----------------- |
| 1993              | Hamilton ( Canadà)        | 2                 | –48 kg            |
| 1995              | Chiba ( Japó)             | 2                 | –48 kg            |
| Jocs Asiàtics     |                           |                   |                   |
| Any               | Lloc                      | Medalla           | Categoria         |
| 1990              | Pequín ( R.P. de la Xina) | 2                 | –48 kg            |
| 1994              | Hiroshima ( Japó)         | 2                 | –48 kg            |
| Campionat Asiàtic |                           |                   |                   |
| Any               | Lloc                      | Medalla           | Categoria         |
| 1985              | Tòquio ( Japó)            | 1                 | –48 kg            |
| 1988              | Damasc ( Síria)           | 1                 | –48 kg            |